# PZL Mielec
PZL Mielec — найбільший авіаційний завод у Польщі, розташований у місті Мелець Підкарпатського воєводства. Заснований у 1938 році. Після Другої світової війни став найбільшим польським авіаційним виробництвом, яке виготовляло літаки переважно на експорт і з 1949 року носила назву WSK Mielec (Завод комунікаційного обладнання), а потім WSK "PZL-Mielec". У 1998 році в результаті реструктуризації завод став самостійним суб'єктом господарювання. З 2007 року є дочірньою компанією американського холдингу Sikorsky Aircraft, а 2015 року весь холдинг був поглинутий і увійшов у склад Lockheed Martin. На даний момент PZL Mielec є найбільшим заводом Lockheed Martin за межами США. Приміщення компанії знаходяться в спеціальній економічній зоні «Євро-Парк Мелець».